# Дюна (фильм, 1984)
«Дюна» (англ. Dune) — эпическая космическая опера режиссёра Дэвида Линча по мотивам одноимённого романа Фрэнка Герберта, вышедшая в 1984 году. Кроме дебютанта Кайла Маклахлена, сыгравшего главную роль Пола Атрейдеса, в картине было занято много знаменитостей: Стинг, Патрик Стюарт, Дин Стоквелл, Макс фон Сюдов, Шон Янг, Сильвана Мангано, Юрген Прохнов и другие.
Фильм провалился в прокате, собрав в США всего 27 миллионов долларов при бюджете в 42 миллиона. Картина не была принята большинством поклонников творчества Фрэнка Герберта, посчитавших, что Линч слишком вольно обошёлся с сюжетом книги. Сам режиссёр объясняет его неуспех тем, что окончательная версия фильма была подготовлена без его участия. Линч был крайне недоволен итоговой версией фильма «Дюна» (1984), считая, что студийные ограничения и компромиссы испортили его творческое видение. Когда Universal Studios выпустили расширенную версию для телевещания, он настолько разочаровался, что убрал своё имя из титров и даже сменил псевдоним на «Judas Booth».

## Сюжет
Во вселенной далёкого будущего (10190-е годы по собственному исчислению, 21390-е годы в переводе на земное) путешествия в космосе возможны только благодаря Гильдии навигаторов. Употребляя особое вещество — меланжевую пряность (в других переводах «специя», «снадобье», «соль» или оригинальное «спайс»), навигаторы приобретали возможность предвидеть будущее и вести корабли через свёрнутое пространство. Спайс добывается только в одном месте Вселенной — на пустынной планете Арракис (также ещё Ракис или Дюна). Таким образом тот, кто владеет Арракисом, имеет реальную власть над всей галактической империей.
Падишах-император Вселенной людей Шаддам IV передаёт концессию на добычу спайса на Арракисе от жестокого дома Харконненов более миролюбивым Атрейдесам (в некоторых переводах Атрийдесы). Это настораживает Гильдию навигаторов, так как эти действия могут повлиять на поставки необходимого им спайса и один из них является к императору и требует объяснений. Император рассказывает, что надеется стравить оба дома в борьбе за власть и ослабить дом Атрейдесов, поскольку Дом Атрейдес в своём могуществе практически соответствовал дому Коррино. Это устраивает навигатора, но прежде чем удалиться, тот дает понять, что заинтересован в обязательной гибели наследника дома Атрейдесов Пола.
Атрейдесы собираются переселяться на Арракис. Перед этим их планету посещает прорицательница императора Хелен Моахем, так как наложница герцога Лето Атрейдеса, леди Джессика была воспитанницей школы прорицательниц Бене Гессерит. Она желает познакомиться с их сыном Полом и узнать о его способностях и почему навигаторы желают его смерти. Вскоре Атрейдесы прибывают на Арракис, где знакомятся с местными жителями фрименами, на которых производят хорошее впечатление, особенно после того, как герцог Лето спас экипаж сборщика спайса от огромного песчаного червя.
На отравленной промышленными отходами планете Гиди Прайм жестокий и тщеславный барон Харконнен, не осознающий, что император манипулирует им, намеревается атаковать Атрейдесов и вернуть себе Арракис. После того, как завербованный предатель ослабляет оборону герцога, воины-сардукары Харконненов нападают на дом Атрейдесов и устраивают бойню, в которой погибают почти все его члены, в живых остаётся сын герцога Пол Атрейдес, его мать и несколько второстепенных персонажей (Гурни Халлек и Суфир Хават (в некоторых переводах Туфир)). Пол становится Герцогом дома Атрейдес. Он и его мать присоединяются к фрименам (fremen), жителям пустыни. Пол берёт племенное имя Муад’диб и добивается большого влияния среди фрименов. Фримены начинают почитать молодого герцога как мессию, согласно пророчеству посланного, чтобы спасти их.
Постигнув мудрость народа пустыни и создав из них могучую армию, Муад’диб совершает переворот и уничтожает дом Харконненов и захватывает контроль над Арракисом.

## Различия с книгой
Фильм многим отличается от романа, в особенности в трактовке «пути Бене Гессерит». «Бене Гессерит» — одна из Школ человечества, обучающая только женщин. Сёстры Бене Гессерит обучаются многим сверхспособностям человека с детства. Их тренируют по технике сверхформы боевых искусств, позволяющей людям контролировать поступки и мысли противника и двигаться с молниеносной скоростью (точное название — «тренировка прана-бинду»), учат контролю над своим сознанием, неким магическим способностям, таким как «Голос» (используя «Голос», последовательница Бене Гессерит может дать любое указание, которое будет беспрекословно исполнено слушателем). Главной целью «Бене Гессерит» является «Генетическая программа» (с помощью интриг и задуманных спариваний создать «Квисатц Хадераха» — сверхчеловека (это будет только мужчина), способного заглядывать в прошлое и будущее, «быть в любой момент в любом месте»).
В фильме боевое искусство было заменено звуковым оружием, которое преобразует определённые голосовые модуляции стреляющего в разрушительный удар. Возможно, причиной этой замены было нежелание продюсеров делать «ещё один фильм о кунг-фу»; также модули позволили создателям работать со спецэффектами. В романе имя Пола является молитвой смерти; фримены кричат «Муад’диб!» перед тем, как убить врага. В фильме имя случайно оказывается одной из сильнейших голосовых модуляций: один из фрименов во время тренировки с модулями окликает Пола «Муад’диб!», после чего его модуль разрушает кусок скалы, а Пол говорит про себя: «Моё имя — убийственное слово», — видя в этом одно из предзнаменований. Фильм наделяет членов школы Бене Гессерит телепатией, в то время как книга лишь упоминает их сверхчеловеческое восприятие.
Некоторые визуальные и эстетические вольности, допущенные создателями фильма, не имеют корней в романе. Например, Преподобные Матери бреют свои головы наголо, а ментаты имеют кустистые брови. Орнитоптеры не имеют крыльев и летают, используя более «современные» методы, а цвет арракисского неба был изменён с серебристого на оранжевый.
Пол и Фейд-Раута старше, чем описывается в книге. В фильме также не упоминается причина их обоюдной ненависти. Также их кульминационная дуэль уменьшена в значимости и длительности.
Некоторые персонажи полностью удалены из фильма, например граф Хазимир Фенринг, его жена Марго и некоторые другие второстепенные персонажи. Сцены гибели Суфира Хавата, барона Владимира Харконнена и Зверя Раббана были изменены или удалены. Место гибели Дункана Айдахо изменено. В романе он был убит в пещере, защищая Пола и Джессику Атрейдес. В фильме его убивают возле пещеры, когда Джессика и Пол улетают на орнитоптере. Разговора императора с навигатором третьей ступени в книге нет.
В фильме нет и намёка на свадьбу с дочерью императора.
Финальной фразой книги является изречение Джессики, адресованное наложнице Пола Чани Кинес: «Мы, которые зовёмся наложницами, — войдём в историю как истинные жены» (о свадьбе и отказе Пола разделить ложе с дочерью императора Ирулан, которая, тем не менее, обрела официальный статус императрицы). В фильме последней фразой является произнесённое Алией после того, как на Арракисе начинается дождь: «Вы спрашиваете, как это возможно? Ибо он — воистину Квисатц Хадерах!»

## В ролях
- Кайл Маклахлен — Пол Атрейдес
- Франческа Аннис — Леди Джессика
- Юрген Прохнов — герцог Лето Атрейдес
- Фредди Джонс — Суфир Хават
- Ричард Джордан — Дункан Айдахо
- Патрик Стюарт — Гурни Халлек
- Дин Стоквелл — доктор Веллингтон Юэ
- Шан Филлипс — Преподобная Мать Гайус Хелен Мохиам
- Хосе Феррер — Падишах-Император Шаддам IV
- Кеннет Макмиллан — барон Владимир Харконнен
- Брэд Дуриф — ментат Питер Де Врис
- Пол Смит — Глоссу Раббан
- Стинг — На-барон Фейд-Раута Харконнен
- Макс фон Сюдов — доктор Кинес
- Шон Янг — Чани
- Эверетт Макгилл — Стилгар
- Сильвана Мангано — Преподобная Мать Рамалло
- Алисия Уитт — Алия Атрейдес
- Линда Хант — Шедаут Мэйпс
- Вирджиния Мэдсен — принцесса Ирулан
- Джек Нэнс — капитан Иакин Нефуд

## Награды и номинации
- Премия «Сатурн» за лучшие костюмы (Боб Рингвуд)
- Номинация на премию «Сатурн» за лучший грим (Джаннетто де Росси)
- Номинация на премию «Сатурн» как Лучший научно-фантастический фильм.
- Номинация на премию «Сатурн» за лучшие спецэффекты (Барри Нолан)
- Номинация на премию «Оскар» за лучший звук (Билл Вэрни, Стив Маслоу, Кевин О’Коннелл, Нельсон Столл)
- Номинация на премию «Хьюго» как Лучшая драматическая постановка.

## Процесс создания
Экранизация романа Герберта задумывалась Дино Де Лаурентисом. В 1970-х пять лет над экранизацией работал режиссёр Алехандро Ходоровски, после её отмены некоторые идеи и визуальные концепции были использованы при съёмках Эпизода IV «Звёздных войн» и «Чужого».
Бюджет фильма Линча составил 45 миллионов долларов, что для 1983 года придавало ему статус блокбастера. Однако фильм провалился в прокате — он собрал чуть больше 27 миллионов долларов.

### Пробы актёров
Из-за затрат бюджета на производство фильма продюсерам пришлось отказаться от приглашения на главные роли звёзд первой величины, поскольку это раздуло бы бюджет фильма на четверть. В итоге основные роли в фильме исполнили начинающие и/или малоизвестные актёры Кайл Маклахлен, Шон Янг, Юрген Прохнов, а также певец Стинг. Режиссёр фильма Дэвид Линч снялся в эпизодической роли оператора комбайна, однако в титрах фильма эта роль не указана.

### Декорации и спецэффекты
Для съёмок фильма требовалось найти подходящую пустыню. Были рассмотрены самые разные варианты — от Австралии до Северной Африки, но в итоге выбор пал на пустыню Самалаюка рядом с городом Хуарес в Мексике. Первоначально мексиканская пустыня мало напоминала Арракис — на местности было много камней, сухих кустов и мусора, исключавшего всякое сходство с планетой Дюна. Бригада из местных рабочих два месяца расчищала площадку для съёмок.
В павильоне на мексиканской студии Чурубуско были созданы основные модели для фильма: скалы размером 5 на 2,5 метра, корабль Атрейдесов, фрегат Харконненов (11 метров в ширину, с полноразмерной дверью для высадки десанта) и наконец, самый большой корабль — Хайлайнер Космической гильдии, воссозданный вместе с интерьером посадочной площадки. Арракинский дворец не что иное, как задекорированная стоянка для автомобилей стадиона «Ацтека».
Съёмки фильма проходили только утром — с 5 и максимум до 10 часов — позже снимать было нельзя из-за страшной жары. Во время павильонных съёмок использовалось очень мощное освещение — около миллиона ватт, чтобы более достоверно воссоздать поверхность планеты Арракис. Одна из ламп освещения взорвалась, и Юрген Прохнов получил ожоги лица первой и второй степени. Следы ожогов до сих пор видны на его щеках (по другой версии, он получил ожоги во время съёмок сцены из видения Пола, в котором лицо его отца прогорает изнутри — по замыслу специалистов по визуальным эффектам пиротехнические заряды должны были расплавить латексную маску, надетую на Прохнова и повторяющую его внешность, однако что-то пошло не так).
Корабль Атрейдесов — крупномасштабная модель из крашеного дерева и латекса. Модели комбайнов для добычи спайса создавались в прямом соответствии с книгой. Движение комбайнов по песку снималось на высокоскоростную камеру, чтобы подчеркнуть их неторопливость, неповоротливость и огромные размеры.
Арракинский дворец и замок на Каладане — также макеты. Для Арракинского дворца была сделана городская стена 12 метров по периметру, возле которой на песке располагались около 4000 миниатюрных (от 2,6 до 6,5 сантиметров в высоту) кукол фременов. Они приводились в движение лентой, спрятанной в песке, и даже шевелили ногами. В самой стене была заложена взрывчатка вперемешку с мелкими камнями и грязью — для съёмок пожара и взрывов. Для замка на Каладане был построен бассейн площадью 400 квадратных метров, оснащённый устройством, которое создавало волны высотой 4,5 метра. Сам замок стоял на скале высотой 8 метров.
Песчаные черви были сделаны из резины и достигали в длину от 2 до 7 метров, идея трёхлепестковой пасти позаимствована из иллюстрации Джона Шонхерра к первой журнальной публикации романа, хотя в нём нигде не указывалось, что челюсти этого чудовища устроены именно таким образом. С тех пор подобная концепция прижилась.
Музыкальный инструмент «балисет» на самом деле представлял собой Chapman Stick, электрогитару, созданную в 1970-х годах Эмметтом Чепменом, который и исполняет на нём музыку в фильме (эта сцена не вошла в основную версию фильма).

## Другие версии фильма
В 1989 году для показа в эфире одной коммерческой телевизионной станции была подготовлена «расширенная» версия ленты, рассчитанная на два вечерних показа. За счёт внесения в фильм новых эпизодов — таких как 9-минутный пролог, знакомящий зрителя с историей вселенной Дюны (при этом убрано вступление принцессы Ирулан), перемонтажа, неоднократного повтора кадров и добавления сцен, не вошедших в оригинальную версию Дэвида Линча, а также внедрения многочисленных закадровых комментариев «от лица рассказчика», продолжительность фильма была увеличена почти на час и составила 189 минут. Дэвид Линч не принимал участия в перемонтаже картины и отказал в использовании его имени в титрах, поэтому режиссёр картины был обозначен как Алан Смити, а сценарист — как Джудас Бут (то есть человек с именем Иуды и фамилией убийцы Линкольна).
Позднее «версия Алана Смити» была перемонтирована ещё дважды: в 1992 году для показа на Channel 2 и в 2006 году. Последний вариант носит название «Extended Edition», продолжительность картины составляет 177 минут. На российский кинорынок этот вариант ленты вышел под названием «полная режиссёрская версия», что, по указанным выше причинам, не соответствует действительности.
Тем не менее, «расширенная» версия придаёт фильму более связный характер. Например:
- Становится понятна роль принцессы Ирулан, от лица которой ведётся повествование.
- Объяснена причина появления ментатов.
- Показан процесс производства «воды жизни» и объяснено её предназначение.
- Объяснено появление двух мальчиков среди первых учеников Пола (Пол убил их отца на дуэли и принял на себя обязательства по заботе о них).
- Объяснимо появление Алии на корабле падишаха-императора.

## Выход и восприятие
Премьера фильма состоялась в Центре исполнительских искусств имени Джона Кеннеди в Вашингтоне, 14 декабря фильм вышел в остальные кинотеатры США. Предзаказы физических копий фильма были многочисленные, не только потому, что фильм был снят по мотивам известного романа, но также и потому, что режиссёром выступал Дэвид Линч, широко известный после фильмов «Голова-ластик» и «Человек-слон». Ряд новостных изданий, следивших за процессом съёмок, хвалили фильм ещё до его выхода. В рамках рекламной кампании картины на телевидении были показаны несколько документальных фильмов, рассказывающих о процессе съёмок, а также были выпущены тематические игрушки.

### Кассовые сборы
Премьера фильма состоялась 14 декабря 1984 года в 915 кинотеатрах США. В первую неделю кассовые сборы фильма составили 6 025 091 доллар США, сделав его вторым самым популярным фильмом после комедии-боевика «Полицейский из Беверли-Хиллз». За время показа в кинотеатрах кассовые сборы «Дюны» составили 30 925 690 долларов (71 689 559,32 с учётом инфляции к 2016 году). При бюджете картины в 42 миллиона долларов это можно было расценивать как провал.

### Восприятие
Кинокритики в целом оставили разгромные отзывы о фильме.
Роджер Эберт дал «Дюне» одну звезду из четырёх, заметив, что это «настоящий беспорядок, непостижимое, безобразное, неструктурированное, бессмысленное путешествие в пучины одного из самых запутанных сценариев всех времён». Эберт заметил, что сюжет будет иметь значение только для тех, кто читал романы Герберта, для остальных же фильм окажется холодным и отрешённым. Позже критик назвал «Дюну» «худшим фильмом года».
Джин Сискел назвал фильм некрасивым, наполненным как минимум дюжиной ужасных сцен с дешёвыми спецэффектами по меркам ленты с бюджетом в $42 миллиона. Также Сискел назвал сценарий «ужасно запутанным, настолько, что просмотр фильма стал для него мучением».
Фильм позже получил антипремии Stinkers как «худший фильм 1984 года» и как «самое большое разочарование года». Другие обзоры затрагивали аналогичные проблемы, а также слишком большую продолжительность ленты.
[Фильм Линча это]...безнадёжно испорченная работа, потерпевшая неудачу в том числе и как коммерческий продукт, но всё же сумевшая завоевать статус одной из самых культовых лент научной фантастики.
Джанет Маслин из журнала The New York Times также дала «Дюне» одну звезду из пяти, заметив, что «некоторые из персонажей в фильме — экстрасенсы, что ставит их в уникальное положение, позволяющее понять, что происходит», тем не менее, обозреватель отметила, что сюжет «опасно перегружен».
Ричард Корлисс из журнала Time заметил, что если большинство научно-фантастических фильмов предлагают зрителю отдых, развлечение, побег от реальности, то «Дюна» ощущается тяжёлой, как выпускной экзамен, который надо сдавать прямо сейчас.
Журнал Variety также дал фильму негативную оценку, заметив, что Дюна — это масштабный, творческий, визуально уникальный, но пустой и холодный научно-фантастический эпос. Фильм привлекает своими красивыми сценами, однако никак не передаёт дух оригинального романа 1965 года, ставшего одним из самых любимых произведений своего жанра. Хотя фильму удаётся охватить внушительный отрезок романа, но только раскрытие миров, персонажей, государств и интриг требует больше получасового экранного времени. Редакция в целом похвалила актёрское исполнение, назвав дуэт королевской пары в исполнении Франчески Аннис и Юргена Прохнова самым лучшим и привлекательным. Также внимание притягивает к себе исполнение ведьмы в роли Сиан Филлипс, ментата Брэда Дурифа и злодея Кеннета Макмиллана.
Киновед Робин Вуд отдельно назвал Дюну самым «непристойно гомофобным фильмом, который он когда-либо видел», ссылаясь на сцену, в которой главный злодей барон Харконнен атакует и убивает молодого человека посредством изнасилования. Таким образом фильм, по мнению критика, связывает гомосексуальность «с физической грубостью, моральной порочностью, насилием и болезнью». Похожее мнение оставил и писатель Деннис Альтман, предположив, что фильм, показывая гомосексуального злодея с гноящимися ранами на лице, явно отсылает к популярной в 80-е годы идее связи гомосексуальности и СПИДа.
В то время как подавляющее большинство рецензий были негативными, критик и писатель-фантаст Харлан Эллисон оставил положительный отзыв о фильме в своей книге 1989 года «Наблюдение Харлана Эллисона». По мнению Эллисона, причина отрицательных отзывов заключалась в том, что Universal отказывала критикам в предрелизном просмотре ленты, что вызвало негативную реакцию в кинематографическом сообществе. Дэниел Снайдер также высоко оценил фильм в статье 2014 года, заметив, что «сюрреалистический стиль» Линча создал «мир, который чувствовал себя совершенно чуждым», полный невероятных фантастических образов, изображений нерождённых эмбрионов, мерцающей энергии, тревожных пейзажей, таких как, например, «индустриальный ад» мира Харконнен. В этом плане Дюна гораздо ближе к картине Кубрика («Космическая одиссея 2001 года»), чем к Лукасу («Звёздные войны»). Фильм стремится поместить зрителя в что-то незнакомое, намекающее на большую, скрытную историю.
Другие критики, оставившие положительные отзывы, хвалили фильм за его визуальный и барочный художественный стиль. «Дюну» сравнивали с другими фильмами Линча, которые также объединяет сложный сюжет. Для понимания фильма советовалось лучше узнать о вселенной «Дюны».
За годы, прошедшие с момента её первоначального выпуска, отношение к фильму несколько изменилось — лента получила больше положительных отзывов от онлайн-критиков и зрителей. Доля положительных рецензий по версии агрегатора Rotten Tomatoes по состоянию на 2019 года составляла уже 54 %.
Дэвид Линч изначально готовился снять трилогию и начал заниматься режиссурой экранизации романа «Мессия Дюны». Однако из-за коммерческого провала «Дюны» и отрицательных отзывов первоначальные планы относительно съёмки продолжений были отменены.